# Klosterøy
Klosterøy est une île habitée de la commune de Stavanger, en mer du Nord dans le comté de Rogaland en Norvège.

## Description
L'île de 1,7 km2 se trouve immédiatement au nord de l'île de Fjøløy, et immédiatement à l'ouest de l'île de Mosterøy dans le Boknafjord. Les petites îles de Sokn, Bru et Åmøy se trouvent au sud. Les trois îles sont reliées par des ponts et Mosterøy est reliée à l'île de Sokn qui, à son tour, est reliée à la ville de Stavanger sur le Byfjord Tunnel (en).
L'île de Klosterøy est remarquable car c'est l'emplacement de l'abbaye historique d'Utstein (Utstein Abbey (en)) et de l'église d'Utstein   (Utstein klosterkirke (no)) vieille de 800 ans. La majeure partie de l'île est constituée de terres agricoles, la plupart des résidents vivant à l'extrême est de l'île, le long du petit canal la séparant l'île de Mosterøy.

## Galerie

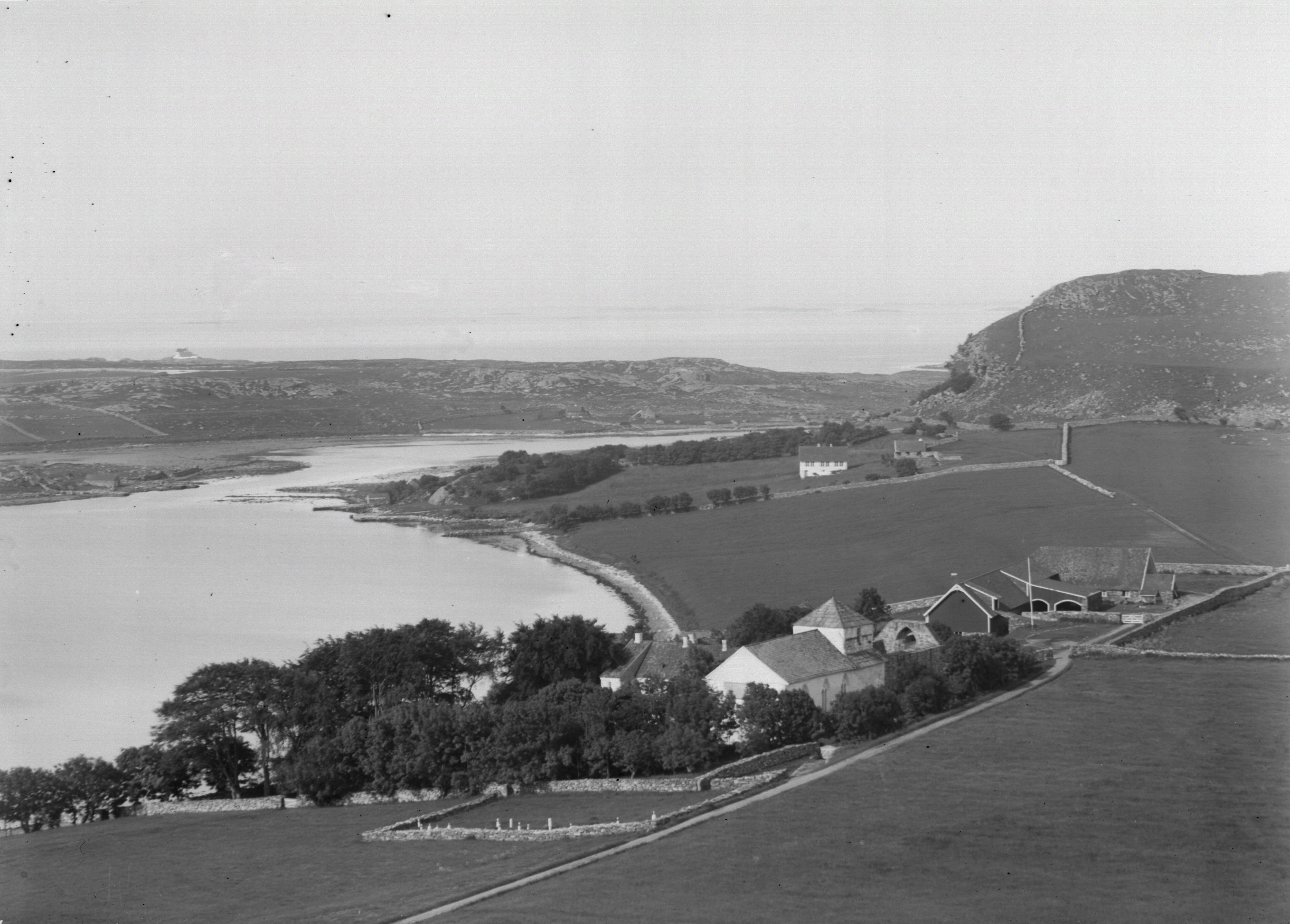
Abbaye d'Utsein
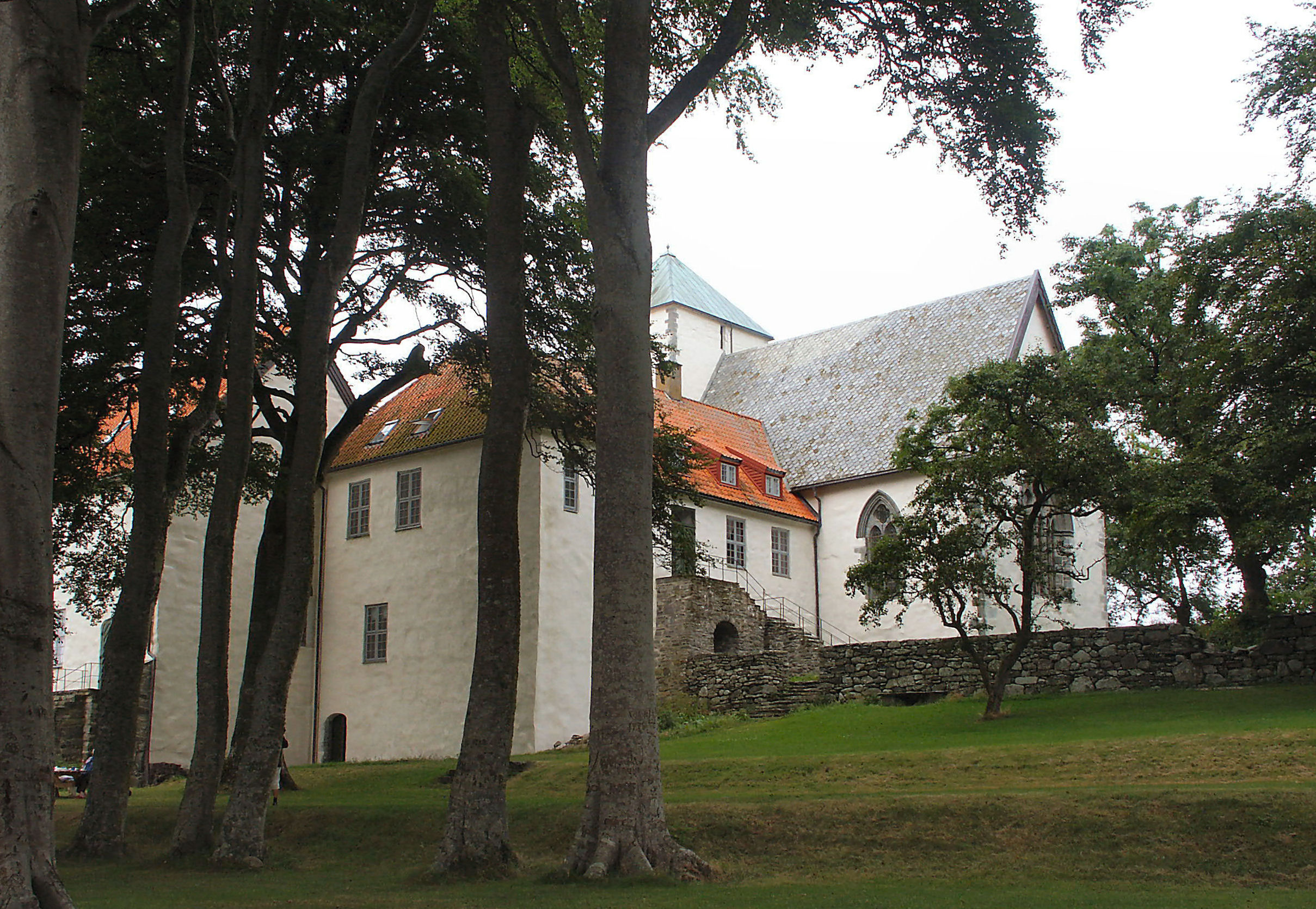
Abbaye d'Ustein
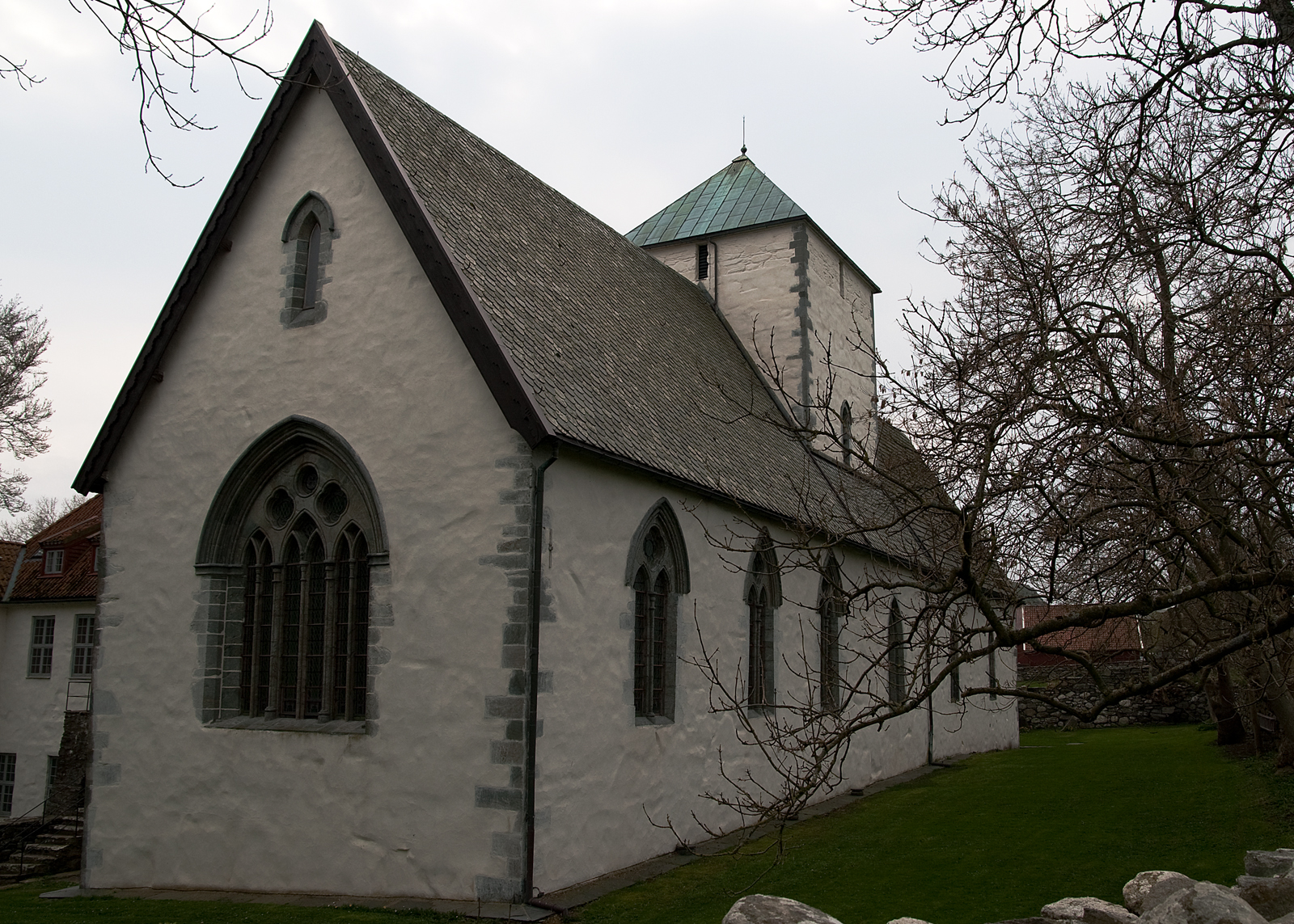
Eglise d'Utstein